# شاکیای
شاکیای (به لاتین: Šakiai) در لیتوانی با جمعیت ۶٬۶۰۵ نفر است که در Šakiai district municipality واقع شده‌است.